# 1304
Portal Geschichte | Portal Biografien | Aktuelle Ereignisse | Jahreskalender | Tagesartikel

◄ |
13. Jahrhundert |
14. Jahrhundert
| 15. Jahrhundert | ►

◄ |
1270er |
1280er |
1290er |
1300er
| 1310er | 1320er | 1330er | ►

◄◄ |
◄ |
1300 |
1301 |
1302 |
1303 |
1304
| 1305 | 1306 | 1307 | 1308 | ► | ►►
Staatsoberhäupter  · Nekrolog
| Januar | Januar | Januar | Januar | Januar | Januar | Januar | Januar |
| Kw     | Mo     | Di     | Mi     | Do     | Fr     | Sa     | So     |
| ------ | ------ | ------ | ------ | ------ | ------ | ------ | ------ |
| 1      |        |        | 1      | 2      | 3      | 4      | 5      |
| 2      | 6      | 7      | 8      | 9      | 10     | 11     | 12     |
| 3      | 13     | 14     | 15     | 16     | 17     | 18     | 19     |
| 4      | 20     | 21     | 22     | 23     | 24     | 25     | 26     |
| 5      | 27     | 28     | 29     | 30     | 31     |        |        |

| Februar | Februar | Februar | Februar | Februar | Februar | Februar | Februar |
| Kw      | Mo      | Di      | Mi      | Do      | Fr      | Sa      | So      |
| ------- | ------- | ------- | ------- | ------- | ------- | ------- | ------- |
| 5       |         |         |         |         |         | 1       | 2       |
| 6       | 3       | 4       | 5       | 6       | 7       | 8       | 9       |
| 7       | 10      | 11      | 12      | 13      | 14      | 15      | 16      |
| 8       | 17      | 18      | 19      | 20      | 21      | 22      | 23      |
| 9       | 24      | 25      | 26      | 27      | 28      | 29      |         |

| März | März | März | März | März | März | März | März |
| Kw   | Mo   | Di   | Mi   | Do   | Fr   | Sa   | So   |
| ---- | ---- | ---- | ---- | ---- | ---- | ---- | ---- |
| 9    |      |      |      |      |      |      | 1    |
| 10   | 2    | 3    | 4    | 5    | 6    | 7    | 8    |
| 11   | 9    | 10   | 11   | 12   | 13   | 14   | 15   |
| 12   | 16   | 17   | 18   | 19   | 20   | 21   | 22   |
| 13   | 23   | 24   | 25   | 26   | 27   | 28   | 29   |
| 14   | 30   | 31   |      |      |      |      |      |

| April | April | April | April | April | April | April | April |
| Kw    | Mo    | Di    | Mi    | Do    | Fr    | Sa    | So    |
| ----- | ----- | ----- | ----- | ----- | ----- | ----- | ----- |
| 14    |       |       | 1     | 2     | 3     | 4     | 5     |
| 15    | 6     | 7     | 8     | 9     | 10    | 11    | 12    |
| 16    | 13    | 14    | 15    | 16    | 17    | 18    | 19    |
| 17    | 20    | 21    | 22    | 23    | 24    | 25    | 26    |
| 18    | 27    | 28    | 29    | 30    |       |       |       |

| Mai | Mai | Mai | Mai | Mai | Mai | Mai | Mai |
| Kw  | Mo  | Di  | Mi  | Do  | Fr  | Sa  | So  |
| --- | --- | --- | --- | --- | --- | --- | --- |
| 18  |     |     |     |     | 1   | 2   | 3   |
| 19  | 4   | 5   | 6   | 7   | 8   | 9   | 10  |
| 20  | 11  | 12  | 13  | 14  | 15  | 16  | 17  |
| 21  | 18  | 19  | 20  | 21  | 22  | 23  | 24  |
| 22  | 25  | 26  | 27  | 28  | 29  | 30  | 31  |

| Juni | Juni | Juni | Juni | Juni | Juni | Juni | Juni |
| Kw   | Mo   | Di   | Mi   | Do   | Fr   | Sa   | So   |
| ---- | ---- | ---- | ---- | ---- | ---- | ---- | ---- |
| 23   | 1    | 2    | 3    | 4    | 5    | 6    | 7    |
| 24   | 8    | 9    | 10   | 11   | 12   | 13   | 14   |
| 25   | 15   | 16   | 17   | 18   | 19   | 20   | 21   |
| 26   | 22   | 23   | 24   | 25   | 26   | 27   | 28   |
| 27   | 29   | 30   |      |      |      |      |      |

| Juli | Juli | Juli | Juli | Juli | Juli | Juli | Juli |
| Kw   | Mo   | Di   | Mi   | Do   | Fr   | Sa   | So   |
| ---- | ---- | ---- | ---- | ---- | ---- | ---- | ---- |
| 27   |      |      | 1    | 2    | 3    | 4    | 5    |
| 28   | 6    | 7    | 8    | 9    | 10   | 11   | 12   |
| 29   | 13   | 14   | 15   | 16   | 17   | 18   | 19   |
| 30   | 20   | 21   | 22   | 23   | 24   | 25   | 26   |
| 31   | 27   | 28   | 29   | 30   | 31   |      |      |

| August | August | August | August | August | August | August | August |
| Kw     | Mo     | Di     | Mi     | Do     | Fr     | Sa     | So     |
| ------ | ------ | ------ | ------ | ------ | ------ | ------ | ------ |
| 31     |        |        |        |        |        | 1      | 2      |
| 32     | 3      | 4      | 5      | 6      | 7      | 8      | 9      |
| 33     | 10     | 11     | 12     | 13     | 14     | 15     | 16     |
| 34     | 17     | 18     | 19     | 20     | 21     | 22     | 23     |
| 35     | 24     | 25     | 26     | 27     | 28     | 29     | 30     |
| 36     | 31     |        |        |        |        |        |        |

| September | September | September | September | September | September | September | September |
| Kw        | Mo        | Di        | Mi        | Do        | Fr        | Sa        | So        |
| --------- | --------- | --------- | --------- | --------- | --------- | --------- | --------- |
| 36        |           | 1         | 2         | 3         | 4         | 5         | 6         |
| 37        | 7         | 8         | 9         | 10        | 11        | 12        | 13        |
| 38        | 14        | 15        | 16        | 17        | 18        | 19        | 20        |
| 39        | 21        | 22        | 23        | 24        | 25        | 26        | 27        |
| 40        | 28        | 29        | 30        |           |           |           |           |

| Oktober | Oktober | Oktober | Oktober | Oktober | Oktober | Oktober | Oktober |
| Kw      | Mo      | Di      | Mi      | Do      | Fr      | Sa      | So      |
| ------- | ------- | ------- | ------- | ------- | ------- | ------- | ------- |
| 40      |         |         |         | 1       | 2       | 3       | 4       |
| 41      | 5       | 6       | 7       | 8       | 9       | 10      | 11      |
| 42      | 12      | 13      | 14      | 15      | 16      | 17      | 18      |
| 43      | 19      | 20      | 21      | 22      | 23      | 24      | 25      |
| 44      | 26      | 27      | 28      | 29      | 30      | 31      |         |

| November | November | November | November | November | November | November | November |
| Kw       | Mo       | Di       | Mi       | Do       | Fr       | Sa       | So       |
| -------- | -------- | -------- | -------- | -------- | -------- | -------- | -------- |
| 44       |          |          |          |          |          |          | 1        |
| 45       | 2        | 3        | 4        | 5        | 6        | 7        | 8        |
| 46       | 9        | 10       | 11       | 12       | 13       | 14       | 15       |
| 47       | 16       | 17       | 18       | 19       | 20       | 21       | 22       |
| 48       | 23       | 24       | 25       | 26       | 27       | 28       | 29       |
| 49       | 30       |          |          |          |          |          |          |

| Dezember | Dezember | Dezember | Dezember | Dezember | Dezember | Dezember | Dezember |
| Kw       | Mo       | Di       | Mi       | Do       | Fr       | Sa       | So       |
| -------- | -------- | -------- | -------- | -------- | -------- | -------- | -------- |
| 49       |          | 1        | 2        | 3        | 4        | 5        | 6        |
| 50       | 7        | 8        | 9        | 10       | 11       | 12       | 13       |
| 51       | 14       | 15       | 16       | 17       | 18       | 19       | 20       |
| 52       | 21       | 22       | 23       | 24       | 25       | 26       | 27       |
| 53       | 28       | 29       | 30       | 31       |          |          |          |

| Januar | Januar | Januar | Januar | Januar | Januar | Januar | Januar |
| Kw     | Mo     | Di     | Mi     | Do     | Fr     | Sa     | So     |
| ------ | ------ | ------ | ------ | ------ | ------ | ------ | ------ |
| 1      |        |        | 1      | 2      | 3      | 4      | 5      |
| 2      | 6      | 7      | 8      | 9      | 10     | 11     | 12     |
| 3      | 13     | 14     | 15     | 16     | 17     | 18     | 19     |
| 4      | 20     | 21     | 22     | 23     | 24     | 25     | 26     |
| 5      | 27     | 28     | 29     | 30     | 31     |        |        |

| Februar | Februar | Februar | Februar | Februar | Februar | Februar | Februar |
| Kw      | Mo      | Di      | Mi      | Do      | Fr      | Sa      | So      |
| ------- | ------- | ------- | ------- | ------- | ------- | ------- | ------- |
| 5       |         |         |         |         |         | 1       | 2       |
| 6       | 3       | 4       | 5       | 6       | 7       | 8       | 9       |
| 7       | 10      | 11      | 12      | 13      | 14      | 15      | 16      |
| 8       | 17      | 18      | 19      | 20      | 21      | 22      | 23      |
| 9       | 24      | 25      | 26      | 27      | 28      | 29      |         |

| März | März | März | März | März | März | März | März |
| Kw   | Mo   | Di   | Mi   | Do   | Fr   | Sa   | So   |
| ---- | ---- | ---- | ---- | ---- | ---- | ---- | ---- |
| 9    |      |      |      |      |      |      | 1    |
| 10   | 2    | 3    | 4    | 5    | 6    | 7    | 8    |
| 11   | 9    | 10   | 11   | 12   | 13   | 14   | 15   |
| 12   | 16   | 17   | 18   | 19   | 20   | 21   | 22   |
| 13   | 23   | 24   | 25   | 26   | 27   | 28   | 29   |
| 14   | 30   | 31   |      |      |      |      |      |

| April | April | April | April | April | April | April | April |
| Kw    | Mo    | Di    | Mi    | Do    | Fr    | Sa    | So    |
| ----- | ----- | ----- | ----- | ----- | ----- | ----- | ----- |
| 14    |       |       | 1     | 2     | 3     | 4     | 5     |
| 15    | 6     | 7     | 8     | 9     | 10    | 11    | 12    |
| 16    | 13    | 14    | 15    | 16    | 17    | 18    | 19    |
| 17    | 20    | 21    | 22    | 23    | 24    | 25    | 26    |
| 18    | 27    | 28    | 29    | 30    |       |       |       |

| Mai | Mai | Mai | Mai | Mai | Mai | Mai | Mai |
| Kw  | Mo  | Di  | Mi  | Do  | Fr  | Sa  | So  |
| --- | --- | --- | --- | --- | --- | --- | --- |
| 18  |     |     |     |     | 1   | 2   | 3   |
| 19  | 4   | 5   | 6   | 7   | 8   | 9   | 10  |
| 20  | 11  | 12  | 13  | 14  | 15  | 16  | 17  |
| 21  | 18  | 19  | 20  | 21  | 22  | 23  | 24  |
| 22  | 25  | 26  | 27  | 28  | 29  | 30  | 31  |

| Juni | Juni | Juni | Juni | Juni | Juni | Juni | Juni |
| Kw   | Mo   | Di   | Mi   | Do   | Fr   | Sa   | So   |
| ---- | ---- | ---- | ---- | ---- | ---- | ---- | ---- |
| 23   | 1    | 2    | 3    | 4    | 5    | 6    | 7    |
| 24   | 8    | 9    | 10   | 11   | 12   | 13   | 14   |
| 25   | 15   | 16   | 17   | 18   | 19   | 20   | 21   |
| 26   | 22   | 23   | 24   | 25   | 26   | 27   | 28   |
| 27   | 29   | 30   |      |      |      |      |      |

| Juli | Juli | Juli | Juli | Juli | Juli | Juli | Juli |
| Kw   | Mo   | Di   | Mi   | Do   | Fr   | Sa   | So   |
| ---- | ---- | ---- | ---- | ---- | ---- | ---- | ---- |
| 27   |      |      | 1    | 2    | 3    | 4    | 5    |
| 28   | 6    | 7    | 8    | 9    | 10   | 11   | 12   |
| 29   | 13   | 14   | 15   | 16   | 17   | 18   | 19   |
| 30   | 20   | 21   | 22   | 23   | 24   | 25   | 26   |
| 31   | 27   | 28   | 29   | 30   | 31   |      |      |

| August | August | August | August | August | August | August | August |
| Kw     | Mo     | Di     | Mi     | Do     | Fr     | Sa     | So     |
| ------ | ------ | ------ | ------ | ------ | ------ | ------ | ------ |
| 31     |        |        |        |        |        | 1      | 2      |
| 32     | 3      | 4      | 5      | 6      | 7      | 8      | 9      |
| 33     | 10     | 11     | 12     | 13     | 14     | 15     | 16     |
| 34     | 17     | 18     | 19     | 20     | 21     | 22     | 23     |
| 35     | 24     | 25     | 26     | 27     | 28     | 29     | 30     |
| 36     | 31     |        |        |        |        |        |        |

| September | September | September | September | September | September | September | September |
| Kw        | Mo        | Di        | Mi        | Do        | Fr        | Sa        | So        |
| --------- | --------- | --------- | --------- | --------- | --------- | --------- | --------- |
| 36        |           | 1         | 2         | 3         | 4         | 5         | 6         |
| 37        | 7         | 8         | 9         | 10        | 11        | 12        | 13        |
| 38        | 14        | 15        | 16        | 17        | 18        | 19        | 20        |
| 39        | 21        | 22        | 23        | 24        | 25        | 26        | 27        |
| 40        | 28        | 29        | 30        |           |           |           |           |

| Oktober | Oktober | Oktober | Oktober | Oktober | Oktober | Oktober | Oktober |
| Kw      | Mo      | Di      | Mi      | Do      | Fr      | Sa      | So      |
| ------- | ------- | ------- | ------- | ------- | ------- | ------- | ------- |
| 40      |         |         |         | 1       | 2       | 3       | 4       |
| 41      | 5       | 6       | 7       | 8       | 9       | 10      | 11      |
| 42      | 12      | 13      | 14      | 15      | 16      | 17      | 18      |
| 43      | 19      | 20      | 21      | 22      | 23      | 24      | 25      |
| 44      | 26      | 27      | 28      | 29      | 30      | 31      |         |

| November | November | November | November | November | November | November | November |
| Kw       | Mo       | Di       | Mi       | Do       | Fr       | Sa       | So       |
| -------- | -------- | -------- | -------- | -------- | -------- | -------- | -------- |
| 44       |          |          |          |          |          |          | 1        |
| 45       | 2        | 3        | 4        | 5        | 6        | 7        | 8        |
| 46       | 9        | 10       | 11       | 12       | 13       | 14       | 15       |
| 47       | 16       | 17       | 18       | 19       | 20       | 21       | 22       |
| 48       | 23       | 24       | 25       | 26       | 27       | 28       | 29       |
| 49       | 30       |          |          |          |          |          |          |

| Dezember | Dezember | Dezember | Dezember | Dezember | Dezember | Dezember | Dezember |
| Kw       | Mo       | Di       | Mi       | Do       | Fr       | Sa       | So       |
| -------- | -------- | -------- | -------- | -------- | -------- | -------- | -------- |
| 49       |          | 1        | 2        | 3        | 4        | 5        | 6        |
| 50       | 7        | 8        | 9        | 10       | 11       | 12       | 13       |
| 51       | 14       | 15       | 16       | 17       | 18       | 19       | 20       |
| 52       | 21       | 22       | 23       | 24       | 25       | 26       | 27       |
| 53       | 28       | 29       | 30       | 31       |          |          |          |

## Ereignisse

### Politik und Weltgeschehen

#### Schottland / England
- 20. Juli: Mit der Eroberung der letzten von Schotten gehaltenen Festung Stirling Castle erstickt der englische König Edward I. den schottischen Freiheitskampf.

#### Frankreich / Flandern

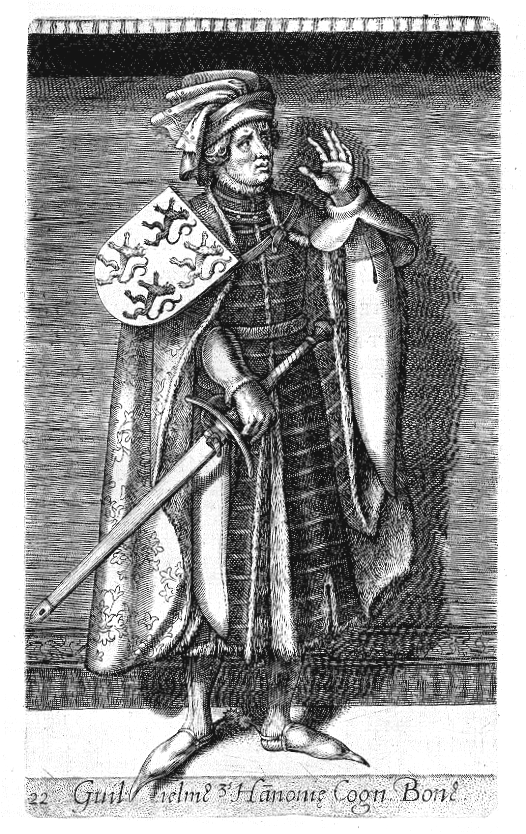
Wilhelm III. von Holland

In der Auseinandersetzung zwischen Flamen und Holländern um Zeeland zieht vor Zierikzee, das dem holländischen Prinzen Willem aus dem Haus Avesnes vor wenigen Jahren als Zufluchtstätte gedient hat, zu Wasser und zu Lande eine aus rund 120.000 Mann bestehende flämische Streitmacht auf. Sie belagert die Stadt mehrere Monate, bis schließlich eine Flotte holländischer und französischer Kriegsschiffe unter dem Kommando des monegassischen Admirals Raniero Grimaldi eintrifft. Die Flotte ist an Zahl und Kampfkraft zwar der flämischen unterlegen, Kriegsglück und die Gezeiten bringen in der am 10. August ausbrechenden Schlacht aber schließlich den Holländischen und ihren Verbündeten den Sieg. Willem, der sich an Bord eines der Schiffe befindet, zieht erneut, nun aber nicht auf der Flucht, in die Stadt ein.
- 22. August: Graf Johann II. stirbt, damit wird sein Sohn als Willem III. Graf von Holland, Zeeland und Hennegau. Sein Cousin Kaiser Heinrich VII. erkennt ihn zwar in seinem Erbe an, trotzdem muss er noch jahrelang um sein Erbe ringen.
- 18. August: In der Schlacht von Mons-en-Pévèle trennen sich die Heere des französischen Königs Philipp IV. und der Flamen unter Johann I. von Dampierre weitgehend unentschieden mit leichten Vorteilen zu Gunsten der Franzosen, die das Schlachtfeld behaupten können.

#### Heiliges Römisches Reich
- 7./8. März: Alboino della Scala wird als Nachfolger seines verstorbenen Bruders Bartolomeo I. della Scala Herr von Verona. Er ist der erste Scaliger, der mit Amtsantritt sowohl das Amt des Capitano del Popolo als auch das des Podestà der Kaufleute übernimmt. Bei seinem Amtsantritt ist seine Aufmerksamkeit zunächst auf den sogenannten Salzkrieg zwischen Venedig und Padua gerichtet, bei dem er anfangs zu vermitteln versucht, bevor er sich im Mai mit Padua gegen Venedig verbündet. Aber bereits mit dem am 5. Oktober in Treviso geschlossenen Frieden endet dieses kurze gegen die Lagunenstadt gerichtete Bündnis.
- Heinrich II. von Virneburg wird als Nachfolger des am 26. März verstorbenen Wigbold von Holte zum Kurfürsten und Erzbischof von Köln gewählt.
- 17. August: Konrad von Schöneberg stellt fest, dass bestimmte Teile des von ihm an den Landgrafen von Hessen verkauften Reinhardswaldes beim Kloster Hilwartshausen verbleiben.

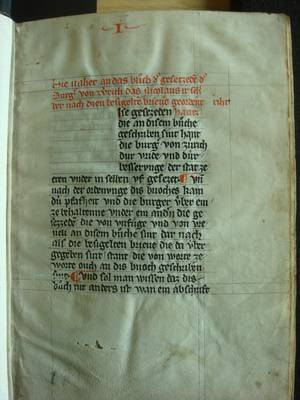
Richtebrief von 1304, Erste Seite

- Nikolaus Mangold, Stadtschreiber, Rechtsgelehrter und Chorherr am Grossmünster in Zürich, trägt die wichtigsten Gesetze, Erlasse und Verordnungen aus den Stadtbüchern zusammen. Der Richtebrief ist das älteste erhaltene Stadtrecht Zürichs.
- Rudolf I. von Sachsen-Wittenberg verbietet den Juden den Aufenthalt in Wittenberg.

#### Asien
- Öldscheitü wird Ilchan von Persien.

#### Stadtrechte und urkundliche Ersterwähnungen
- Erste urkundliche Erwähnung von Beuren (bei Nürtingen), Freudental, Jenfeld, Langendorf, Schwieberdingen und Werdau.
- Glurns erhält das Stadtrecht.

### Wirtschaft
- Der Koh-i-Noor wird erstmals erwähnt, als ihn der Sultan Ala ud-Din Khalji dem Raja von Malwa entwendet.

### Kultur und Religion
- 31. Januar: Wulfing von Stubenberg wird Fürstbischof in Bamberg.
- 20. April: Der Bischof von Cammin Heinrich von Wacholz gestattet dem Kloster der Augustiner-Eremiten in Stargard in Pommern in Anklam ein Kloster zu errichten.

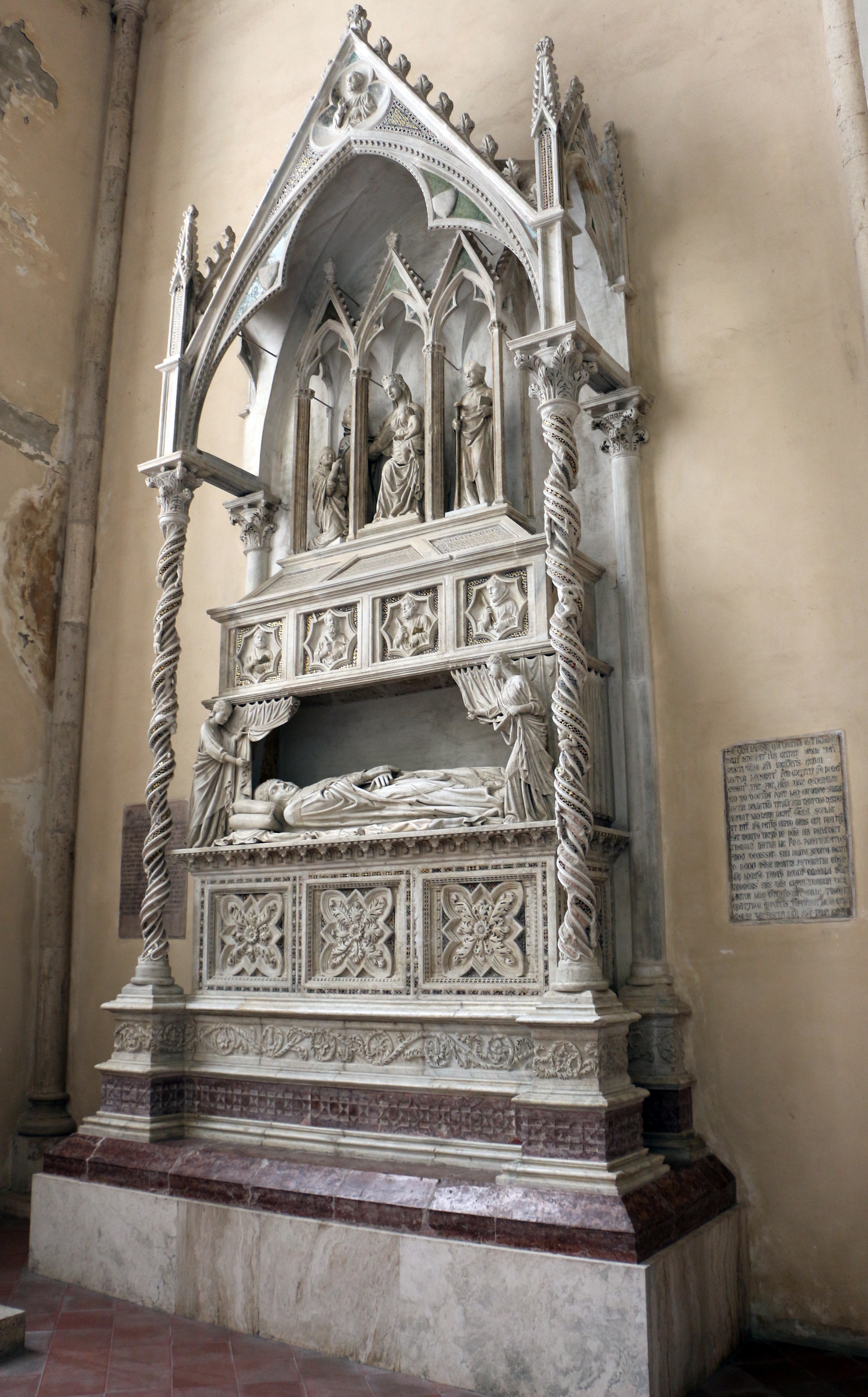
Grabmal Benedikts in Perugia

- 7. Juli: Papst Benedikt XI. stirbt in Perugia nach nur einjährigem Pontifikat an der Ruhr. Das an seinem Sterbeort einberufene Konklave, das etwa je zur Hälfte aus italienischen und französischen Kardinälen besteht, kann sich bis zum Ende des Jahres nicht auf einen Nachfolger einigen.
- Ulrich I. von Colditz wird Bischof von Naumburg.
- Beginn des gotischen Neu- und Umbaus des Wiener Stephansdomes.

### Katastrophen
- 1. November: Eine Allerheiligenflut richtet an der südlichen Ostseeküste, insbesondere in Vorpommern, schwere Schäden an.

## Geboren

### Geburtsdatum gesichert
- 24. Februar: Ibn Battuta, arabischer Forschungsreisender († 1377)
- 2. Mai: Margaret Mortimer, englische Adelige († 1337)
- 20. Juli: Francesco Petrarca, italienischer Dichter († 1374)

### Genaues Geburtsdatum unbekannt
- Magnus I., Herzog des Fürstentums Braunschweig-Wolfenbüttel († 1369)
- Heinrich von Burghausen, Bischof von Seckau († 1337)
- Lodewijk Heyligen, flämischer Benediktinermönch und Musiktheoretiker († 1361)
- Maria von Luxemburg, Königin von Frankreich († 1324)
- Engelbert III. von der Mark, Erzbischof von Köln († 1368)
- Ibn asch-Schatir, arabischer Astronom, Mathematiker und Erfinder († 1375)
- Günther XXI., Graf von Schwarzburg-Blankenburg († 1349)
- Toqa Timur, mongolischer Kaiser von China († 1332)

### Geboren um 1304
- Catherine Grandison, Mätresse von Eduard III.  von England († 1349)
- Walram von Jülich, Erzbischof von Köln († 1349)
- Marie de Saint-Pol, anglo-französische Adelige († 1377)

## Gestorben

### Erstes Halbjahr
- Januar: Bruno von Langenbogen, Bischof von Naumburg
- 14. Februar: Guido von Jaffa, Titulargraf von Jaffa (* 1250 oder 1255)
- 7./8. März: Bartolomeo I. della Scala, Herr von Verona
- 28. März: Wigbold von Holte, Erzbischof von Köln
- 27. April: Petrus Armengol, spanischer Mercedarier (* 1238)
- April: Olivier IV. von Rougé, bretonischer Ritter
- 11. Mai: Ghazan Ilchan, mongolischer Ilchan von Persien (* 1271)
- 23. Mai: Jehannot de Lescurel, Pariser Bürger und Trouvère
- 11. Juni: Albrecht von Löwenstein-Schenkenberg, Graf von Löwenstein
- 17. Juni: Eberhard I. von Limburg-Styrum, Graf von Isenberg-Limburg und Herr zu Styrum (* 1252)
- 25. Juni: Otto I., Fürst von Anhalt-Aschersleben

### Zweites Halbjahr
- 7. Juli: Benedikt XI., Papst (* 1240)
- 17. Juli: Edmund Mortimer, englischer Adliger (* 1251)
- 16. August: Johan II. van der Leede, holländischer Edelmann (* um 1270)
- 17. August: Go-Fukakusa, Kaiser von Japan (* 1243)
- 18. August: Wilhelm von Chalon-Auxerre, Graf von Auxerre (* 1248)
- 18. August: Wilhelm der Jüngere, niederländischer Adliger und Feldherr
- 22. August: Johann II., Graf von Hennegau und Holland (* 1248)
- August: Heinrich von Kastilien, spanischer Regent (* 1230)
- 5. September: Rüdiger Manesse der Ältere, Sammler von Minneliedern
- 25. September: Petrus de Alvernia, französischer Philosoph (* um 1240)
- 29. September: Agnes von Brandenburg, Königin von Dänemark (* 1257)
- um 29. September: John de Warenne, Heerführer der englischen Könige Heinrich III. und Eduard I. (* um 1231)
- 11. Oktober: Konrad III., Herzog von Schlesien (* zw. 1260 und 1265)
- 2. November: Ruprecht VI., Graf von Nassau
- 30. November: Gottfried VI., Graf von Ziegenhain (* 1262)
- 4. Dezember: John de Pontoise, Bischof von Winchester (* um 1240)
- 5. Dezember: William Latimer, 1. Baron Latimer, englischer Adeliger und Militär

### Genaues Todesdatum unbekannt
- Demetrios Michael Dukas Komnenos Kutrules, byzantinischer Despot
- Eberhard, Pfalzgraf von Tübingen
- Walter de Fauconberg, englischer Peer
- Arnd von Gröpelingen, Bremer Ratsherr (* um 1250)
- Heinrich I., Graf von Holstein-Rendsburg (* 1258)
- Jan van Renesse, niederländischer Adliger
- Konrad I., Markgraf von Brandenburg (* um 1240)
- Ludolf von Rostorf, Bischof von Minden (* um 1240)
- Riccardo Orsini, Pfalzgraf von Kefalonia (* um 1230)